# Bellezza (Andrea)
Bellezza è un singolo della cantante bulgara Andrea, pubblicato il 29 giugno 2009.

## Descrizione
Il singolo ha visto la partecipazione di Geo Da Silva. Del singolo c'è inoltre una versione bulgara intitolata Mojata poroda.

## Cover
- La cantante turca Serdar Ortaç ha pubblicato nel 2010 una cover del brano in lingua turca, intitolata Yildiz (Bellezza), ma con la partecipazione della cantante Andrea. Questa cover è stata inclusa nel suo album Gold 2011